# Aleisk
Aleisk (Але́йск en ruso) es una localidad rusa del krai de Altái localizado en el río Alei (afluente del Obi) a 120 km al suroeste de Barnaúl, la capital del krai.
Actualmente se ubica el distrito militar de las brigadas siberianas.

## Demografía
| 1959   | 1970   | 1979   | 1989   | 1996   | 2002   | 2008   |
| ------ | ------ | ------ | ------ | ------ | ------ | ------ |
| 24 500 | 32 500 | 31 300 | 30 300 | 31 100 | 28 551 | 28 535 |